# Shine (album, Edenbridge)
Shine je čtvrté album od rakouské kapely Edenbridge.

## Seznam skladeb
1. „Shine“ – 08:30
2. „Move along home“ – 04:41
3. „Centennial Legend“ – 05:16
4. „Wild Chase“ – 05:32
5. „And the road goes on“ – 08:10
6. „What you leave behind“ – 04:41
7. „Elsewhere“ – 02:18
8. „October Sky“ – 05:11
9. „The Canterville Prophecy“ – 01:49
10. „The Canterville Ghost“ – 07:45
11. „On Sacred Ground“ – (Bonus Track Europe) 06:04
12. „Anthem“ – (Bonus Track Japan) 04:41